# Taça Presidente da República de Andebol Masculino
- Ver: Ranking Nacional de Títulos no Andebol

## Vencedores da Taça Presidente da República
| Época     |          | Final               | Final     | Final             | Final |
| Época     | Local    | Vencedor            | Resultado | Finalista-Vencido |       |
| --------- | -------- | ------------------- | --------- | ----------------- | ----- |
| 2004/2005 | Lagoa    | SC Horta            |           |                   |       |
| 2005/2006 |          | DF Holanda          |           | SL Benfica        |       |
| 2005/2006 |          | SC Horta            |           |                   |       |
| 2006/2007 |          | Madeira Andebol SAD |           | Belenenses        |       |
| 2007/2008 |          | SL Benfica          | 34 - 33   | Belenenses        |       |
| 2008/2009 | Alcanena | Belenenses          | 28 - 27   | SL Benfica        |       |
| 2009/2010 | Fafe     | Ac. São Mamede      | 27 - 23   | Ginásio do Sul    |       |

## Títulos por Clube
- SC Horta - 2
- DF Holanda - 1
- Madeira Andebol SAD - 1
- SL Benfica - 1
- Belenenses - 1
- Ac. São Mamede - 1